# تکمه‌داش (همدان)
تکمه‌داش، روستایی از توابع بخش مرکزی شهرستان همدان در استان همدان ایران است.

## جمعیت
این روستا در دهستان الوندکوه شرقی قرار دارد و براساس سرشماری مرکز آمار ایران در سال ۱۳۹۵، جمعیت آن ۶۱ نفر (۲۱خانوار) بوده‌است.